# Елизово
Е́лизово (на руски: Елизово) е град в Камчатски край, Русия. Разположен е на река Авача, на 32 km северозападно от Петропавловск-Камчатски. Административен център е на Елизовски район. Към 2015 г. има население от 38 637 души.

## История
Селището възниква през 1848 г. под името Стари Острог. През 1897 г. е преименувано на Завойко, в чест на адмирал Васили Завойко, който през 1854 г., по време на Кримската война успешно защитава Камчатския край при град Петропавловск-Камчатски от англо-френски десант. През 1924 г. селището е преименувано на Елизово. През 1964 г. е превърнато в селище от градски тип, а през 1975 г. получава статут на град.

## Население
| 1959   | 1970   | 1979   | 1989   | 1996   | 1998   | 2000   |
| ------ | ------ | ------ | ------ | ------ | ------ | ------ |
| 4532   | 14 485 | 36 210 | 46 929 | 40 600 | 39 000 | 37 600 |
| 2002   | 2006   | 2008   | 2010   | 2012   | 2014   | 2015   |
| 41 533 | 40 100 | 39 600 | 39 569 | 38 903 | 38 643 | 38 637 |

## Икономика
Основните отрасли на града са риболова и селското стопанство. Близо до града се намира международно летище Елизово.

## Побратимени градове
Хомер, Аляска, САЩ

## Родени в Елизово
- Александър Хорошилов – скиор и състезател по алпийски ски.